# Нижегородский 22-й пехотный полк

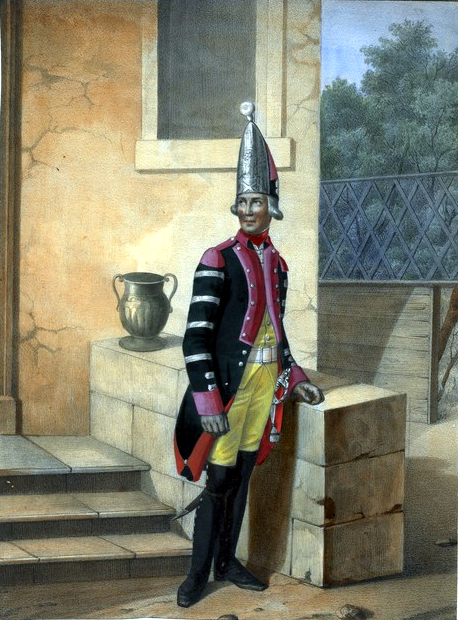
Гренадерский Барабанщик Нижегородского Мушкетерского полка. 1797—1801 гг.

22-й пехотный Нижегородский полк — пехотная воинская часть Русской императорской армии.
- Старшинство — 25 июня 1700 года.
- Полковой праздник — 26 августа.

## Места дислокации
1771 — Венден. Полк входил в состав Лифляндской дивизии.
1820 — Славянск, а по 1 сентября находится в с. Каменном. Второй батальон в Вознесенске при поселенной Бугской уланской дивизии.
1897—1914 — Остроленка.

## Формирование и кампании полка
Полк сформирован в Москве генералом А. М. Головиным 25 июня 1700 г. из рекрут в составе 10 рот и артиллерийской команды, под названием пехотного Больмана полка (по имени первого командира полка полковника Евстафия Мартиновича Больмана).

### Северная война
Полк принял участие в Северной войне и получил боевое крещение 19 ноября 1700 г. под Нарвой, потеряв командира полковника Ивана Кулома и более 1/3 своего состава. После Нарвского поражения полк был назван пехотным Риддера полком и, находясь в корпусе А. И. Репнина, был командирован для охраны Риги. 10 июля 1701 г. часть полка, занимавшая укрепление на острове Люцаусгольме, подверглась неожиданному нападению шведов и после геройского сопротивления была уничтожена.
В следующем году полк возводил укрепление у Печерского монастыря и участвовал 18 июля 1702 г. при деле у Гуммельсгофа, при штурме Мариенбурга (1702), при обложении Ниеншанца и при взятии Ямбурга. После дела 4 мая 1704 г. на р. Эмбахе полк находился при штурме Дерпта и Нарвы. 12 октября 1704 г. полк был приведён в состав двух батальонов с гренадерской ротой.
Последующие четыре года войны прошли в непрерывных походах и в делах со шведами в Литве и на Украине. За это время полк назывался пехотным фон-Эферна (1706), Феленгейма (1707), Раутенберга (1707) и Ностица (1707) полком. 10 марта 1708 г. полк получил название Нижегородского пехотного полка.
27 июня 1709 г. Нижегородцы приняли участие в Полтавской битве, а в следующем году находились при осаде Риги. Во время Прутского похода полк участвовал в отражении нападения турок 9 и 10 июля 1711 г.
В 1712 г. Нижегородский полк прибыл в Финляндию и, поступив в состав Ингерманландского корпуса графа Ф. М. Апраксина, участвовал 6 октября 1713 г. в сражении на реке Пелкиной. Выступив 26 января 1714 г. из Биернборга, полк находился при поражении шведов у д. Лаппола. 27 июля 1714 г. Нижегородцы, находясь на галерных судах, участвовали в Гангутском сражении.
В 1716 г. Нижегородский полк состоял в отряде князя М. М. Голицына и был направлен на север для окончательного покорения Финляндии.
В 1722 г. четыре роты Нижегородского полка были назначены в состав Низового корпуса и в ходе Персидского похода (1722—1723) находились при занятии Дербента и взятии Баку. 9 июня 1724 г. роты эти поступили на сформирование Дербентского (старого) пехотного полка, а вместо них при Нижегородском полку были сформированы из рекрут новые роты.

### 1725—1762
10 мая 1725 г. Нижегородский полк снова был приведён в состав одной гренадерской и восьми фузилерных рот. В этом же году Нижегородцы были назначены для работ по проведению Ладожского канала. С 16 февраля по 13 ноября 1727 г. полк носил название 3-го Переяславского полка. 28 октября 1731 г. гренадерская рота была уничтожена, и полк приведён в состав восьми фузилерных рот. Последующие четыре года Нижегородский полк провёл в приволжских степях и на Царицынской линии, усмиряя волновавшихся калмыков и киргиз-кайсаков.
13 мая 1741 г. из состоявших в ротах гренадер была сформирована особая гренадерская рота. Во время Шведской войны 1742—1743 гг. Нижегородский полк нёс службу на галерном флоте. 27 января 1747 г. полк был приведён в трёхбатальонный состав с двумя гренадерскими ротами.
В следующем году Нижегородцы приняли участие в войне за австрийское наследство и 15 июля 1748 г. заняли г. Фирст.
В 1757 г. полк принял участие в Семилетней войне и находился при осаде Мемеля и в сражениях при Гросс-Егерсдорфе, Цорндорфе, Пальциге и Франкфурте. В царствование императора Петра III полк назывался с 25 апреля по 5 июля 1762 г. пехотным генерал-майора Якова Брандта полком.

### В царствование Екатерины II
По вступлении на престол императрицы Екатерины II полк был приведён в состав двух батальонов с артиллерийской командой.
С началом русско-турецкой войны 1768—1774 гг. Нижегородский полк был назначен в состав резервного корпуса генерал-лейтенанта Густава Нуммерса и действовал против польских конфедератов. В 1770 г. полк был назначен на усиление армии графа Румянцева. Гренадерские роты и егерская команда были отделены от полка и, находясь в составе гренадерского батальона Бегичева и егерского батальона Аршеневского, принимали участие в сражениях при Ларге, Кагуле, Измаиле, Килии, Браилове, при штурме Журжи, при Силистрии (18 июня 1773) и при Рущуке (16 июня 1774).
Во время русско-турецкой войны 1787—1792 гг. полк участвовал в 1790 г. в неудачном походе Бибикова к Анапе, а в следующем году — в кровопролитном штурме этой крепости.

### Наполеоновские войны

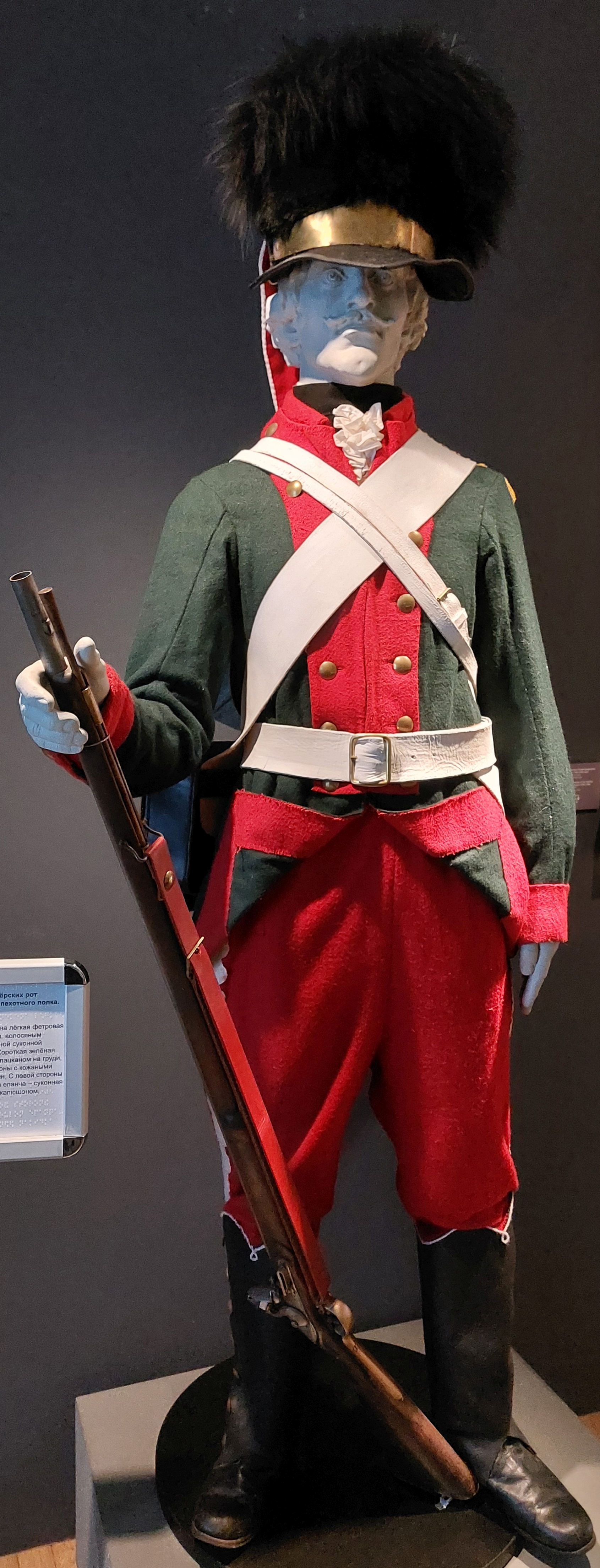
Рядовой мушкетёрских рот Нижегородского пехотного полка. 1787—1796 годы

По вступлении на престол императора Павла I полк был наименован 29 ноября 1796 г. Нижегородским мушкетёрским, а затем назывался именами шефов: генерал-майоров Самарина 1-го (с 31 октября 1798) и Хитрово (с октября 1799).
В 1799 г. гренадерские роты, войдя в состав сводно-гренадерского батальона Будберга, приняли участие в Итальянском походе Суворова и находились 5 августа в сражении при Нови и при взятии Тортоны. Затем роты были назначены в отряд князя Волконского, отправленного на остров Мальту, и находились на эскадре адмирала Ушакова.
31 марта 1801 г. император Александр I возвратил полку название Нижегородского и привёл его в состав трёх батальонов. Во время русско-турецкой войны 1806—1812 гг. полк находился с 4 марта по 12 августа 1807 г. при осаде Измаила. Дальнейшие действия полка были ознаменованы участием в неудачных штурмах Браилова (19 апреля 1809) и Рущука (22 июля 1810).
28 февраля 1811 г. полк был назван Нижегородским пехотным полком.
В Отечественную войну Нижегородцы в составе 26-й пехотной дивизии (2-й Западной армии) участвовали в бою при Салтановке, в обороне Смоленска, а в Бородинском бою прикрывали батарею Раевского, по взятии которой бригадой Бонами участвовали в знаменитой контратаке Ермолова и, потеряв более 2/3 своего состава, были отведены в глубокий резерв.
Во 2-ю половину кампании полк находился в авангарде Милорадовича и участвовал в сражениях при Малоярославце, Вязьме и Красном. В заграничных кампаниях 1813 и 1814 гг. Нижегородский полк участвовал в блокадах Модлина и Гамбурга и в битве под Лейпцигом.

### В царствованиеНиколая I
Во время русско-турецкой войны 1828—1829 гг. 1-й и 2-й батальоны Нижегородского полка сперва прикрывали Добруджу, а затем, войдя в состав корпуса, блокировавшего Силистрию, участвовали в сражениях при Кулевче и на р. Камчике. После перехода через Балканы полк находился при занятии Каракилисы, Адрианополя и Люле-Бургаса.
В кампании 1831 г. против мятежных поляков Нижегородцы находились в боях у Ягодне, Крынки и Межиречья. В конце августа полк был выслан для преследования корпуса Ромарино и выказал особое мужество в делах у Ополе и у Вержеловецкого леса. 6 декабря 1831 г. полку были пожалованы за войну с польскими мятежниками знаки на кивера с надписью «За отличие».
28 января 1833 г. к полку был присоединён 3-й батальон 20-го егерского полка, и Нижегородский полк приведён был в состав четырёх действующих и двух резервных батальонов.
В Венгерскую кампанию 1849 г. Нижегородский полк находился в отряде генерал-адъютанта Граббе и, охраняя Западную Галицию, участвовал с 24 августа по 14 сентября в осаде крепости Коморна.
В апреле 1854 г. Нижегородский полк был отправлен в Придунайские княжества и в течение шести месяцев нёс там тыловую службу. 10 марта 1854 г. для полка были сформированы в России из бессрочно-отпускных 7-й и 8-й запасные батальоны. 1 марта 1855 г. Нижегородский полк был назначен на усиление войск в Крыму и в апреле занял позицию на Мекензиевых горах. 4 августа 1855 г. во время сражения на р. Чёрной полк находился в отряде генерала Миттона, наблюдая дороги от Байдарской долины и Алсули к нашему левому флангу.

### 1856—1912
По окончании Крымской войны 5, 6, 7 и 8-й батальоны упразднены, 4-й батальон причислен к резервным войскам, и полк приведён 23 августа 1856 г. в состав трёх батальонов с тремя стрелковыми ротами.
В 1863 г. Нижегородцы приняли деятельное участие в усмирении польского мятежа.
6 апреля 1863 г. из 4-го резервного батальона и бессрочно-отпускных нижних чинов был сформирован двухбатальонный Нижегородский резервный пехотный полк, названный 13 августа 1863 г. Камским пехотным полком.
25 марта 1864 г. к наименованию полка был присоединён № 22. 4 февраля 1879 г. великая княгиня Вера Константиновна была назначена шефом полка. 7 апреля 1879 г. из трёх стрелковых рот и вновь образованной 16-й роты сформирован 4-й батальон.
25 июня 1900 г., в день 200-летнего юбилея, полку пожаловано новое простое знамя с надписью «1700—1900» и с Александровской юбилейной лентой. 2 апреля 1912 г., по случаю смерти шефа, полк назван 22-м пехотным Нижегородским полком.

### Первая мировая война
В самом начале войны, в августе 1914 года, находясь в составе 2-й армии по командованием генерала от кавалерии А. В. Самсонова, полк попал в окружение в Восточной Пруссии. Сражался под Сольдау и Гумбиненном и был практически уничтожен.
О судьбе знамени 22-го пехотного Нижегородского полка комиссия генерала А. И. Пантелеева не располагала никакими сведениями, но установлено, что в Россию были вынесены скоба и Александровские юбилейные ленты. Были указания, что знамя спасено при прорыве 21-го пехотного Муромского полка. Видимо, это касалось именно скобы и лент, так как древко было уничтожено. Считалось, что в руки немцев ни одна часть нижегородского знамени не попала. Однако позже было установлено с большой долей вероятности, что кусок полотнища знамени неизвестной воинской части (угол с куском каймы и чёрным двуглавым орлом, атрибутируемый как часть знамени 30-го пехотного Полтавского полка, но немцами отнесённый к знамени 29-го пехотного Черниговского полка), найденный в вещах пленного офицера-черниговца в лагере для военнопленных в Виллингене, принадлежит именно славному 22-му пехотному Нижегородскому полку. Это было определено по несколько отличающемуся от образца 1900 года рисунку орла (что объясняется его более ранним пожалованием) и синей кайме по краю знамени (соответствует 2-му полку в дивизии). Единственным полком 2-й армии, чьё знамя отвечало всем этим особенностям, был 22-й пехотный Нижегородский, о котором скупо, но точно написал полковник П. Н. Богданович: «… Прекрасный боевой Нижегородский полк был грозным оружием в руках его доблестного командира полковника Мейпариани…» Видимо, перед окончательной гибелью полка его командир полковник Захарий Александрович Мейпариани распределил между офицерами части полковой святыни. Среди оказавшихся рядом с ним Нижегородцев был, вероятно, один из офицеров-Черниговцев, на теле которого и был найден кусок знамени с синей каймой. Судьба как упомянутого куска полотнища, так и других его частей до сего времени не известна. Если эта часть знамени хранилась в Берлинском цейхгаузе, то она, вероятнее всего, вместе с другими русскими знамёнными регалиями была возвращена в Россию в 1945 году.
Полковой праздник — 26 августа.

## Знаки отличия полка
- Полковое знамя простое, с образом Владимирской иконы Божией Матери и с надписью «1700—1900», с Александровской юбилейной лентой.
- Знаки на головные уборы с надписью «За отличие», пожалованы 6 декабря 1831 г.

## Шефы полка

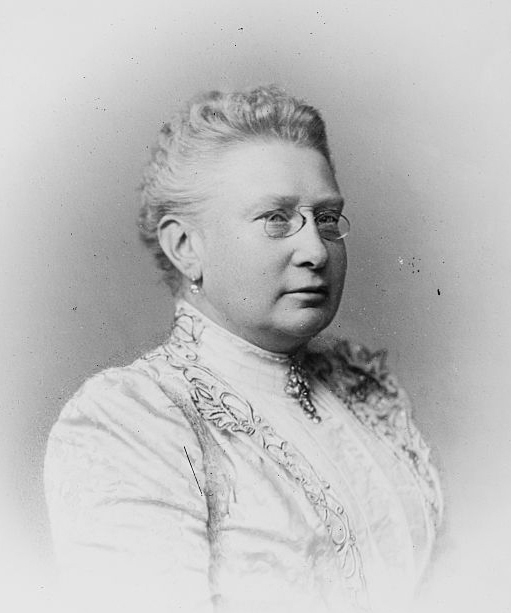
Шеф полка великая княгиня Вера Константиновна

- 03.12.1796—31.10.1797 — генерал-майор Максимович, Иван Фёдорович
- 31.10.1797—01.10.1799 — бригадир (с 27.01.1797 генерал-майор, с 17.09.1798 генерал-лейтенант) Самарин, Александр Иванович
- 01.10.1799—25.04.1811 — генерал-майор Хитрово, Михаил Алексеевич
- 15.05.1811—01.09.1814 — полковник (с 15.06.1813 генерал-майор) Ладыженский, Николай Фёдорович
- 25.03.1864—02.04.1912 — великая княгиня Вера Константиновна (герцогиня Вюртембергская)

## Командиры полка
- хх.08.1714 — после 01.03.1720 — полковник Чубаров, Степан Афанасьевич
- 03.09.1724 — 15.10.1742 — полковник Бардекевич (Бардукевич), Иван Гаврилович
- хх.хх.1796 — 08.06.1797 — полковник Артельный, Григорий Михайлович
- 26.08.1798 — 26.10.1798 — полковник Самарин, Дмитрий Иванович
- 02.01.1799 — 16.11.1799 — полковник Лобанов, Василий Михайлович
- 09.01.1800 — 02.06.1801 — подполковник (с 26.06.1800 полковник) Сазонов, Михаил Аникеевич
- 09.06.1801 — 29.09.1802 — подполковник Кардомич, Дмитрий Афанасьевич
- 29.09.1802 — 05.03.1806 — полковник Бенардос, Пантелеймон Егорович
- 28.05.1806 — 27.12.1806 — полковник Каратаев, Яков Иванович
- 06.05.1807 — 06.04.1810 — подполковник Велентий, Иван Лукич
- 17.02.1812 — 26.08.1812 — подполковник Кадышев, Николай Герасимович
- 05.01.1813 — 01.06.1815 — подполковник Шеин, Пётр Семёнович
- 01.06.1815 — 25.07.1824 — подполковник (с 30.08.1815 полковник) Сербин, Клементий Семёнович
- 25.07.1824 — 15.06.1826 — подполковник Егоров, Василий Егорович
- 15.06.1826 — 25.01.1827 — подполковник Сергеев 1-й
- 25.01.1827 — 02.04.1833 — подполковник (с 22.09.1829 полковник) Чекмарев, Дмитрий Иванович
- 02.04.1833 — 03.05.1841 — полковник (с 06.12.1840 генерал-майор) Мейнандер, Отто Иванович
- 03.05.1841 — 06.12.1842 — полковник Фомин, Пётр Васильевич
- 06.12.1842 — 17.11.1846 — полковник Леванский, Юрий Фаустинович
- 17.11.1846 — 26.02.1855 — полковник (с 06.12.1853 генерал-майор) Грунт, Егор Егорович
- 26.02.1855 — 11.04.1855 — полковник Сорокин, Михаил Якимович
- 06.05.1855 — 25.12.1858 — полковник Семёнов, Николай Александрович
- 25.12.1858 — 23.10.1861 — полковник Лосев, Егор Сергеевич
- 23.10.1861 — xx.xx.1866 — полковник Щегловитый, Александр Васильевич
- хх.хх.1866 — 30.08.1873 — полковник Белявский, Михаил Павлович
- 30.08.1873 — 01.06.1878 — полковник Хегстрем, Пётр Андреевич
- 01.06.1878 — 25.07.1884 — полковник Тикоцкий, Бернт (Борис) Михайлович
- 25.07.1884 — 03.03.1885 — полковник Нарбут, Дмитрий Александрович
- 18.03.1885 — 23.08.1890 — полковник Кирсанов, Николай Ефимович
- 01.09.1890 — 30.12.1897 — полковник Радзишевский, Константин Иванович
- 10.01.1898 — 01.11.1899 — полковник Панин, Василий Семёнович
- 25.11.1899 — 03.03.1903 — полковник Мерчанский, Николай Иванович
- 19.03.1903 — 18.04.1905 — полковник Маврин Александр Валерианович
- 22.05.1905 — 27.03.1909 — полковник Сорнев, Александр Афанасьевич
- 30.03.1909 — 23.10.1910 — полковник Клюковский Константин Семёнович
- 23.10.1910 — 08.11.1912 — полковник Богушевский, Михаил Егорович
- 27.11.1912 — 15.08.1914[7] — полковник Мейпариани, Захарий Александрович
- 14.12.1914 — 17.12.1915 — полковник (с 24.05.1915 генерал-майор) Медер, Александр Арнольдович
- 27.12.1915 — 04.12.1916 — полковник Романов, Дмитрий Александрович
- 07.01.1917 — после 23.10.1917 — полковник Басков, Михаил Владимирович

## Известные люди, служившие в полку
- Аш, Фёдор Фёдорович (1728—после 1808) — полковник, командир полка до 1766 года, в отставке с чином бригадира и пенсией, барон.
- Вилумсон, Эдуард Фридрихович — командир в РККА.
- Гейман, Василий Александрович — русский генерал, участник покорения Кавказа и русско-турецкой войны 1877—1878 гг.
- Гинцель, Карл Христианович фон — генерал-поручик, правитель Выборгского наместничества.
- Ефремов, Филипп Сергеевич — русский солдат, путешественник по странам Востока.
- Шкапский, Михаил Андреевич — российский командир эпохи наполеоновских войн, генерал-майор.
- Яновский, Александр Яковлевич — С 14 октября 1917 года — старший офицер переменного состава, капитан Генерального Штаба. Впоследствии, советский военачальник, генерал-майор[8].

## Другие формирования этого имени
- 17-й драгунский Нижегородский полк — сформирован 8 сентября 1701 г. под названием драгунского Морелия полка; с 10 марта 1708 г. носил название Нижегородского драгунского полка; в 1763—1775 гг. именовался карабинерным; в 1882—1907 гг. носил № 44[9].
- Нижегородский внутренний губернский батальон — сформирован 17 января 1811 г., 13 августа 1864 г. переименован в Симбирский губернский батальон, который после нескольких преобразований пошёл на формирование 189-го Измаильского и 195-го Оровайского пехотных полков.